# William Bowen (rugby à XV)
Pour les articles homonymes, voir William Bowen et Bowen.
William Arnold Bowen, né le 21 juillet 1862 à Pembroke, décédé le 26 septembre 1925 à Swansea, est un joueur de rugby gallois, évoluant au poste de demi d'ouverture pour le pays de Galles.

## Carrière
William Bowen honore sa première sélection le 2 janvier 1886, contre l'Équipe d'Angleterre de rugby à XV et sa dernière contre l'équipe d'Écosse le 7 février 1891. Il est de la première victoire galloise contre l'Angleterre le 15 février 1890. Il joue treize matches en équipe nationale.
Il fait ses débuts pour le Swansea RFC en 1886 et il arrête sa carrière en 1892. Il est capitaine du club pendant trois saisons de 1889 à 1892. Le club a été les deux premières années le meilleur club gallois et le deuxième meilleur la dernière année. En trois ans, il dispute 90 matches, en gagne 70, concède 9 nuls et 11 défaites.

## Statistiques en équipe nationale
- Treize sélections pour le pays de Galles
- Ventilation par année : 2 en 1886, 3 en 1887, 1 en 1888, 2 en 1889, 3 en 1890, 2 en 1891.
- Participation à six tournois britanniques en 1886, 1887, 1888, 1889, 1890 et 1891.